# FP Houthalen-Genk
Il F.P. Houthalen-Genk è stata una squadra belga di calcio a 5 con sede ad Houthalen.

## Storia
La società è stata fondata nel 1976 con il nome di ZVV Park Houthalen come sezione dell'omonima squadra calcistica. Nel 1995 il club ha unito le forze con il MAVA: ciò ha permesso ai due club di partecipare alla prima divisione. Nel 2002 ha infine assorbito il blasonato Ford Genk.

## Rosa 2008-09
| N. |                   | Ruolo | Calciatore           |
| -- | ----------------- | ----- | -------------------- |
| 1  | Belgio (bandiera) | P     | Giacomino Di Stefano |
| 2  | Belgio (bandiera) | P     | Morad Talhaoui       |
| 3  | Belgio (bandiera) | G     | Hassan Ait-Ouafa     |
| 4  | Belgio (bandiera) | G     | Tarik Akouz          |
| 5  | Belgio (bandiera) | G     | Omar Bennassar       |
| 6  | Belgio (bandiera) | G     | Fabrizio Coppola     |

| N. |                        | Ruolo | Calciatore        |
| -- | ---------------------- | ----- | ----------------- |
| 7  | Belgio (bandiera)      | G     | Claudio Di Marco  |
| 8  | Paesi Bassi (bandiera) | G     | Najib El Allouchi |
| 9  | Belgio (bandiera)      | G     | Aziz Laguireh     |
| 10 | Belgio (bandiera)      | G     | Vincenzo Rossi    |
| 11 | Belgio (bandiera)      | G     | Alain Stegemann   |